# Raglan (Nouvelle-Zélande)
Pour les articles homonymes, voir Raglan.
Raglan est une ville côtière du nord-ouest de la Nouvelle-Zélande, située à 48 km de Hamilton dans la région de Waikato dans l'Île du Nord. La ville est connue pour le surf et ses plages de sable volcanique noir. 
Sa population est de 2 637 habitants en 2006.